# Mariä Himmelfahrt (Bad Birnbach)

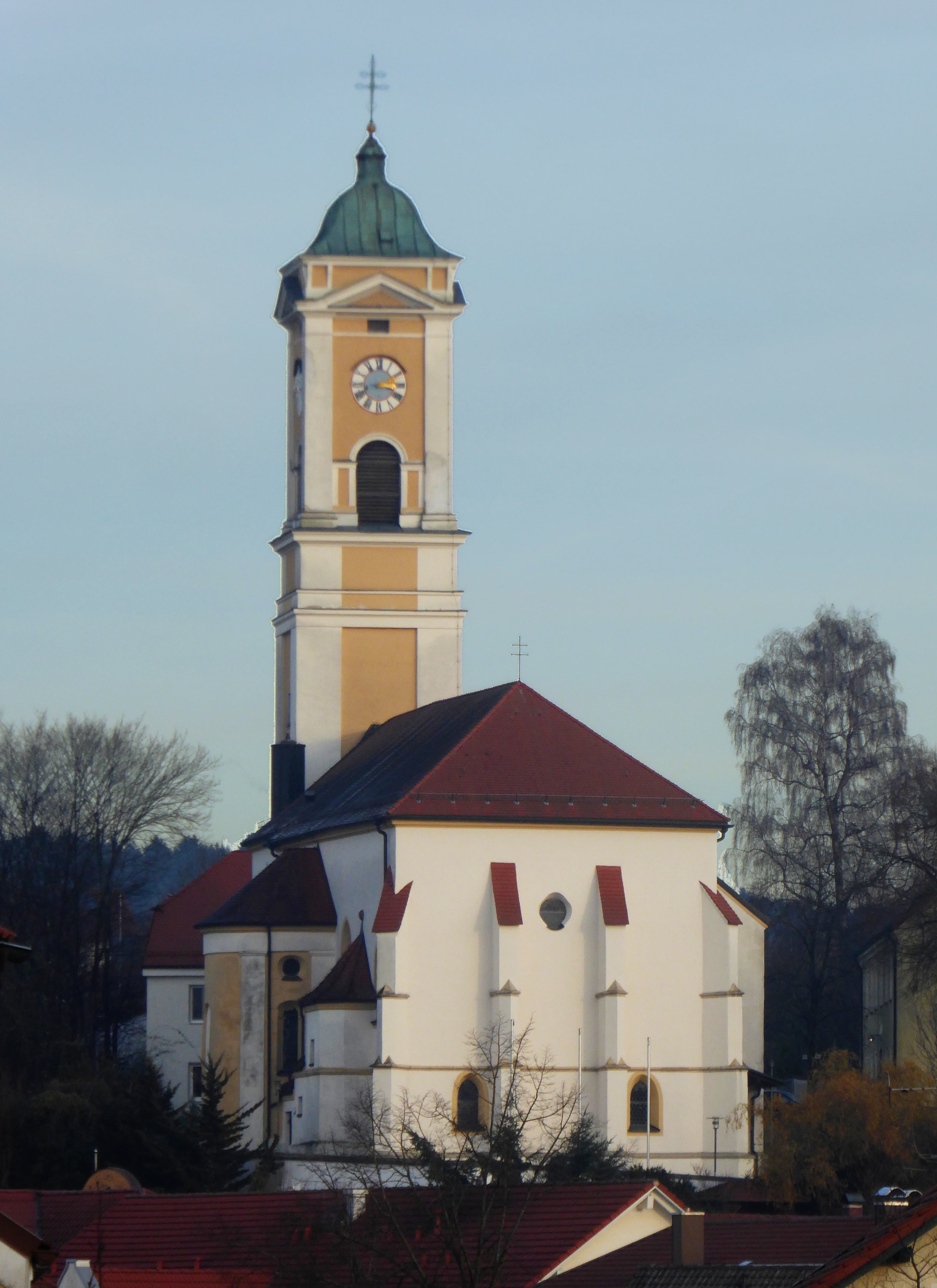
Mariä Himmelfahrt (Bad Birnbach)

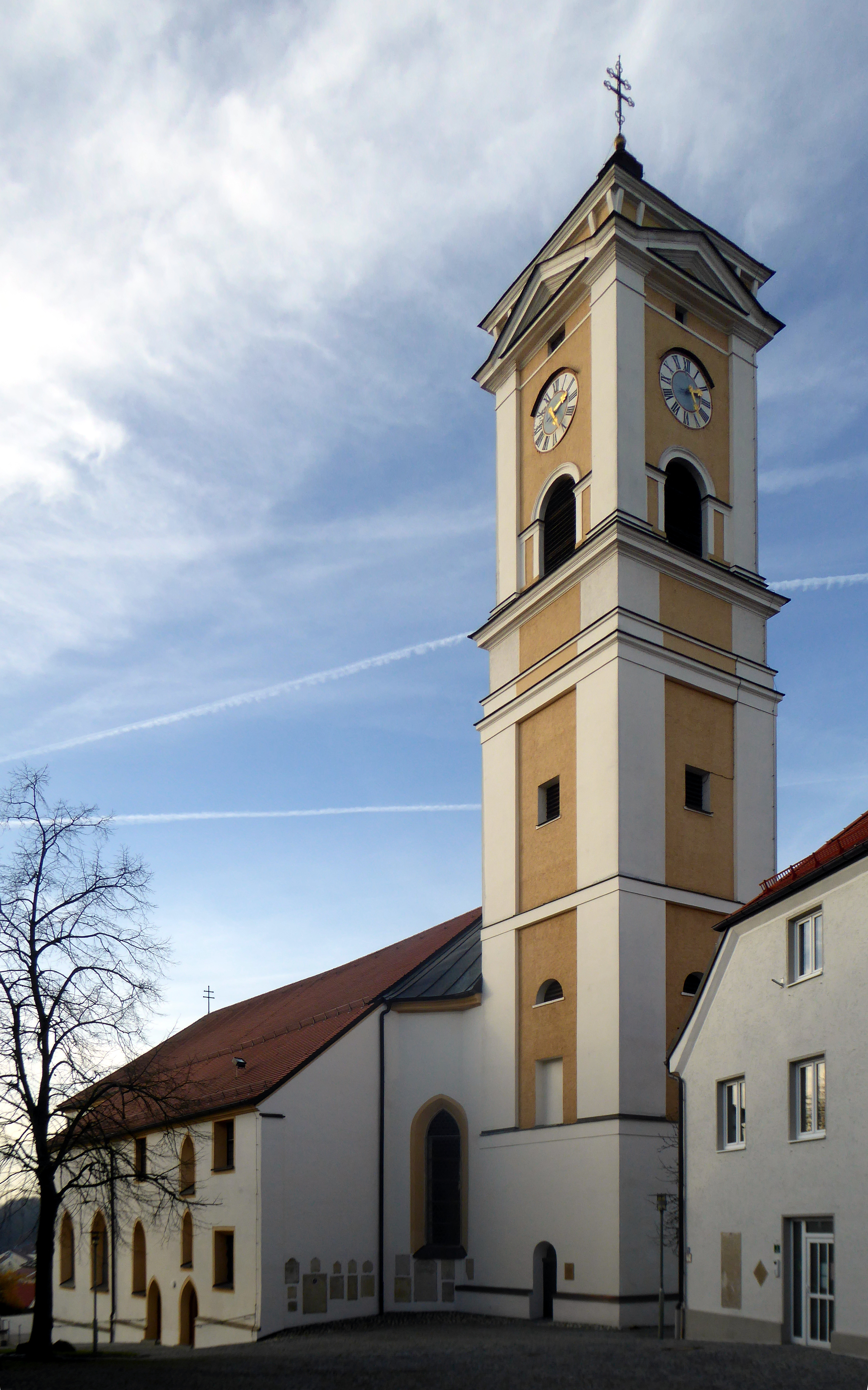
Südostansicht

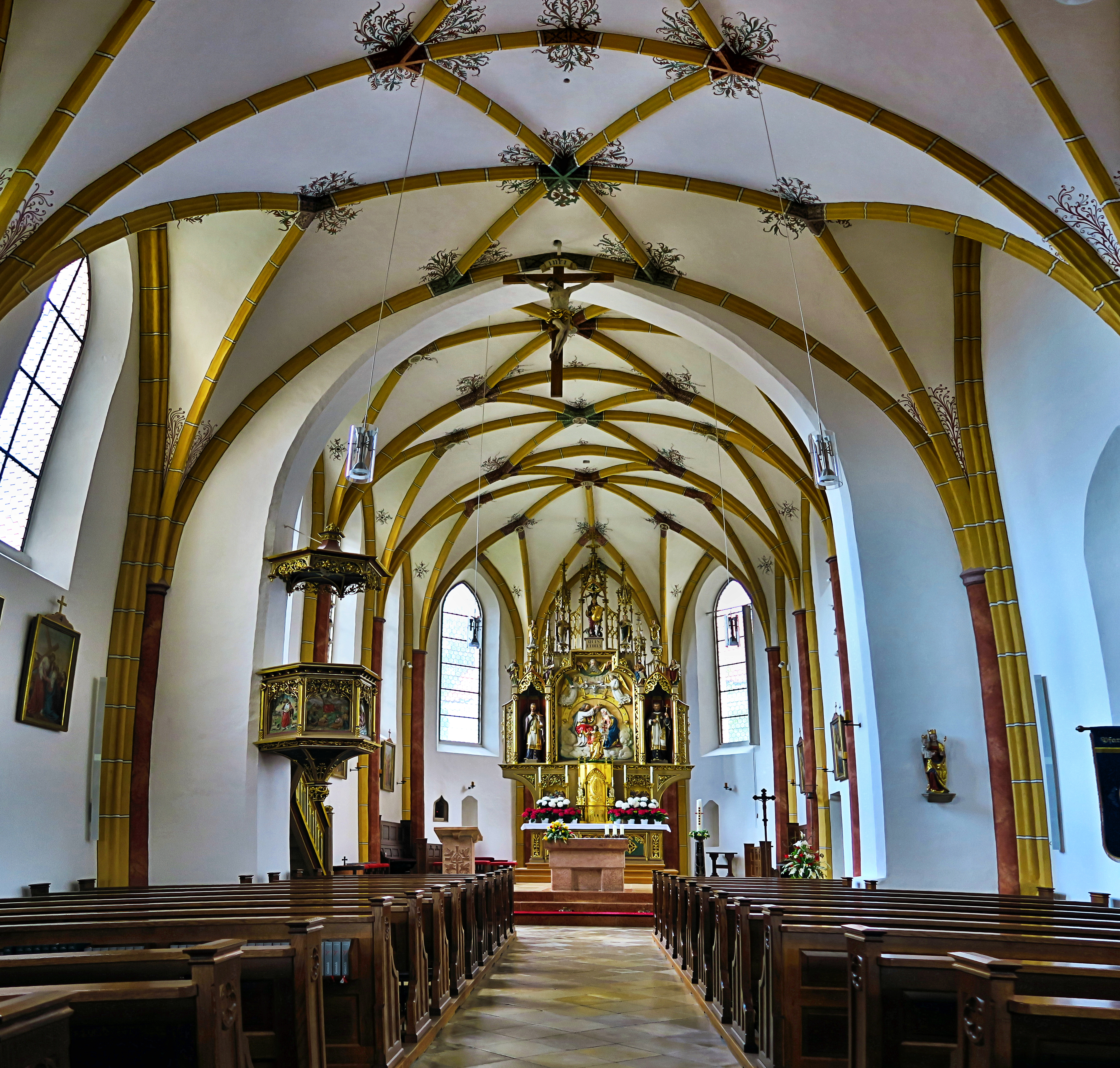
Innenansicht

Die römisch-katholische Pfarrkirche Mariä Himmelfahrt ist eine gotische Saalkirche in Bad Birnbach im niederbayerischen Landkreis Rottal-Inn. Sie gehört zum Pfarrverband Bad Birnbach im Dekanat Pfarrkirchen des Bistums Passau.

## Geschichte und Architektur
Die Kirche wurde im späten 15. Jahrhundert erbaut und erhielt ihren klassizistischen Turm in den Jahren 1828–1831. Sie zählt zu den stattlichsten Bauwerken der Spätgotik in der Region.
Das Äußere der Kirche ist von Vereinfachungen geprägt, die bei Renovierungen vorgenommen wurden. Am Chorhaupt ist der beherrschende klassizistische Turm angebaut, der durch Ecklisenen und Gesimse gegliedert ist. Als Abschluss dient eine niedrige vierseitige Haube über der Attika mit flachen Blendgiebeln.
Das überraschend geräumige Innere besteht aus einem Langhaus mit vier Jochen und dem nur wenig höheren, leicht eingezogenen Chor mit zwei Jochen und Fünfachtelschluss. Beide Raumteile werden durch Netzrippengewölbe abgeschlossen. Im Schiff sind die flachen Schildbogenstellungen mit Rundstab profiliert und mit Halbrunddiensten versehen, während die entsprechenden Gliederungen des Chores abgefast sind. Die Gewölberippen bilden große Rautensterne, die durch Gurtrippen voneinander abgesetzt sind. Im Chorschluss dominiert eine voll ausgebildete Sternform. Die Farbfassung des Raumes wurde im Jahr 1970 erneuert. Die Gliederungen sind mit ockergelber Quaderimitation bemalt, die Dienstvorlagen rot marmoriert. Die Kreuzungen der Rippen sind verschiedenfarbig hervorgehoben und mit Rankenbüscheln ausgestattet.
Die Marienkapelle an der Südseite des Langhauses besteht aus zwei verschieden breiten Jochen, die mit abgefasten Spitzbögen zum Schiff geöffnet sind. Die abschließenden Netzrippengewölbe stammen zumindest im Westjoch noch aus der Bauzeit der Kirche. Der Turm war ursprünglich über dem östlichen Joch der Kapelle erbaut.
Die an der Nordseite des Schiffes gelegene Schmid-Kapelle entstand im Jahr 1734 durch einen Wanddurchbruch im zweiten Joch, bei dem die ehemaligen Strebepfeiler in die Umfassungsmauern einbezogen wurden. Der gewölbte Anbau diente wohl als Begräbniskapelle derer von Schmid. Er ist im Inneren mit Stuckaturen versehen, die Band- und Gitterwerk, Ranken und Lambrequins bilden. An den Pilastern sind plastisch modellierte Engelsbüsten und Ornamentgehänge angebracht. Über dem Bogen zum Schiff ist das Ehewappen derer von Schmid-Echingen zu Balzheim modelliert. Der Altar im halbrunden Ostschluss ist wandfest stuckiert. In einem Glasschrein werden die 1695 hierher gebrachten Reliquien des Katakombenheiligen Chrysanthus gezeigt.

## Ausstattung
Der Hochaltar aus dem Jahr 1887 wurde von Sebastian Höfele entworfen und mit Bildhauerarbeiten versehen. Die im Mittelschrein im Relief dargestellte Marienkrönung ist mit der Signatur des Künstlers versehen. In der Schmid-Kapelle ist das Epitaph des Anton von Sigershofen zu Prapach und Aicha († 1548) und seiner Frau Susanna aufgestellt, das aus der ehemaligen Sebastianskapelle stammt. Es zeigt in einem Relief die Eheleute kniend vor dem Kruzifix. Die Orgel ist ein Werk von Ludwig Eisenbarth aus dem Jahr 1970 mit 14 Registern auf zwei Manualen und Pedal.